# اندی بیتی
اندی بیتی (انگلیسی: Andy Beattie; ۱۱ اوت ۱۹۱۳ – ۲۰ سپتامبر ۱۹۸۳) بازیکن و مربی فوتبال اهل اسکاتلند بود.
از باشگاه‌هایی که در آن بازی کرده است می‌توان به باشگاه فوتبال پرستون نورث اند اشاره کرد.
وی همچنین در تیم ملی فوتبال اسکاتلند بازی کرده است.